# Fisting

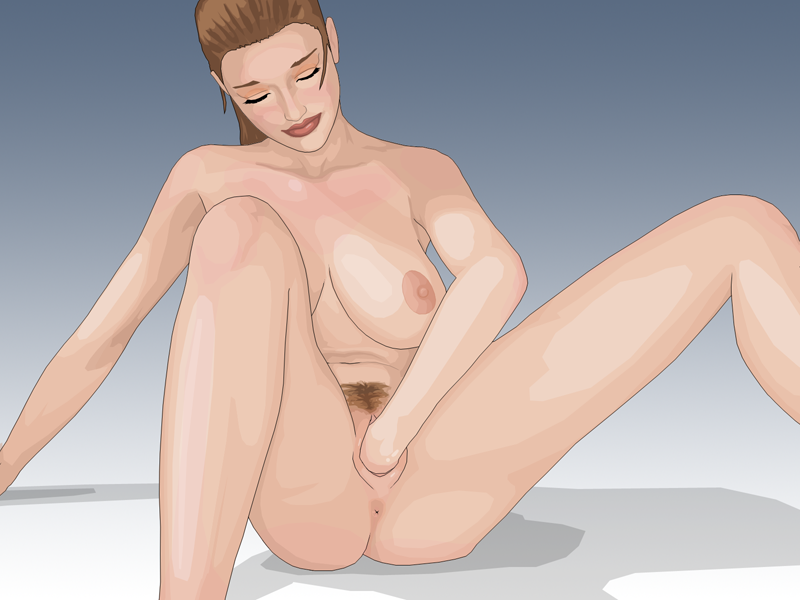
Fisting.

Fisting o fist-fucking es un término inglés con el que se designa la práctica de la inserción braquioproctal o vaginal. Un acto sexual consistente en la introducción parcial o total de la mano en el recto o la vagina. Es una práctica considerada como extrema, y se suele recomendar que no se lleve a cabo sin los necesarios cuidados previos (desinfección, limpieza, guantes de látex, lubricante, etc.) y posteriores (dilatación paulatina).
Una variante sería la braquioprosis o braquiproctosigmoidismo, que es una forma profunda de fisting donde todo el brazo penetra el ano.

## Posiciones

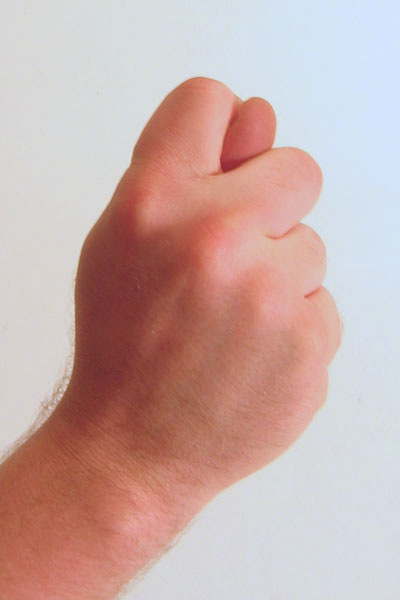
Letra T en el alfabeto de la lengua de señas norteamericana.

- Silent duck: la posición de la mano parece el pico de un pato, de ahí que su traducción literal sea pato silencioso, usada en las etapas iniciales del fisting.
- Doble fist/fuelle/rezo de lado o la super druper: las manos se ponen  palma contra palma y paralelas al suelo. Esta posición se utiliza para el doble-fisting, también conocida como the bellows (el fuelle) o side prayer (rezo de lado), ya que las manos se ponen como si se fuera a rezar, pero giradas 90°.
- La otra variante aparece reflejada en la imagen de la derecha. Esta posición del puño tiene la forma de la letra T en el alfabeto de la lengua de señas americana, y se hizo popular en la década de los noventa. El pulgar se coloca entre el dedo índice y el dedo medio después de insertar la mano en el ano o vagina de la pareja.

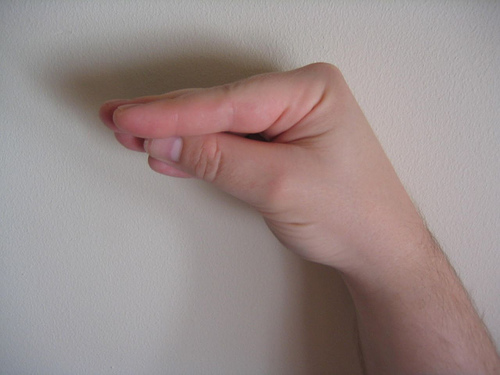
Silent duck.

## Seguridad y salud
Es necesario tener en cuenta que en el caso del fisting anal, el ano posee dos esfínteres: El externo –controlado por el sistema nervioso periférico (voluntario)–, y el interno -controlado por el sistema nervioso autónomo (involuntario)-. Así pues, al realizar esta práctica se tendrá presente que el sujeto pasivo no logra dilatar el esfínter interno de manera voluntaria y, por eso mismo, es necesario tener cuidado con el fin de evitar el dolor intenso. El intestino puede ser insensible al dolor durante la penetración, por lo que pueden producirse perforaciones muy graves, que no se manifiestan de inmediato, o desgarros muy dolorosos en el ano con necesidad de intervención quirúrgica por hemorragia, por lo que es imprescindible una dilatación previa de los músculos, así como el conocimiento técnico de esta práctica.

### Precauciones
Para esta práctica es muy importante:
- Usar lubricante soluble en agua
- No llevar ningún anillo
- Ponerse guantes de látex o nitrilo de un solo uso
- Después de un fisting anal, muchos vasos sanguíneos del recto quedan abiertos a causa del trauma, de manera que es imprescindible el preservativo si posteriormente se pretende realizar una penetración anal, ya que el riesgo de transmisión del VIH es muy elevado.